# Kosów (gmina w województwie tarnopolskim)
Kosów – dawna gmina wiejska w powiecie czortkowskim województwa tarnopolskiego II Rzeczypospolitej. Siedzibą gminy był Kosów.
Gminę utworzono 1 sierpnia 1934 r. w ramach reformy na podstawie ustawy scaleniowej z dotychczasowych gmin wiejskich: Kosów, Romaszówka, Skomorosze i Zwiniacz.
Od września 1939 do lipca 1941 gmina znajdowała się pod okupacją ZSRR, a 1 sierpnia 1941 weszła w skład Generalnego Gubernatorstwa i nowo utworzonego dystryktu Galicja, gdzie jednocześnie została zniesiona przez włączenie do gminy Białobożnica w powiecie czortkowskim (Kreishauptmannschaft Czortków).
Po II wojnie światowej obszar dawnej gminy znalazł się w ZSRR.